# El monte de las ánimas
El monte de las ánimas es uno de los relatos que forman parte de la colección de Gustavo Adolfo Bécquer llamada Leyendas. La leyenda cuenta lo que le ocurrió a un joven llamado Alonso al intentar complacer a su prima durante la noche de difuntos, la noche de la festividad de Todos los Santos. Se publicó el 7 de noviembre de 1861 por primera vez, en la cuarta página del diario El Contemporáneo.

## Estructura
La narración principal está precedida de un preámbulo y cerrada por un epílogo, y se estructura en tres partes:
Introducción: 
Alonso cuenta a su prima Beatriz la leyenda del Monte de las Ánimas
Nudo: Beatriz desafía a Alonso a que vaya al Monte de las Ánimas a recuperar una cinta que ha perdido.
Desenlace: durante la noche, Alonso muere en el monte y Beatriz muere de miedo.
En el epílogo, se nos cuenta el castigo eterno que sufre Beatriz.
El preámbulo sitúa la narración en el ámbito de lo tradicional: el autor va a escribir una historia que ha oído contar, y que es tan verosímil que a él mismo le da miedo.
I
Alonso, hijo de los condes de Alcudiel, y su prima Beatriz, hija de los condes de Borges, regresan de una cacería por el Monte de las Ánimas y aquél le cuenta a esta una leyenda que circula por Soria: ese monte era propiedad de los Templarios, que habían sido llamados por el rey para combatir a los árabes, algo que había molestado a los nobles sorianos; las desavenencias entre ellos desembocaron finalmente en un enfrentamiento armado en el monte y, desde entonces, la noche de Difuntos, se levantan de sus tumbas para seguir combatiendo. Y esa es noche de Difuntos, por lo que Alonso aconseja que se marchen cuanto antes.
II
Ya en casa, Alonso propone a su prima que, antes de separarse, se intercambien algún regalo. Él le ofrece un joyel que sujetaba la pluma de su gorra y ella una banda azul que llevaba en su vestido. Pero cuando va a entregársela, se da cuenta de que la ha perdido en el Monte de las Ánimas. Él se siente obligado a ir a buscarla, más aún cuando Beatriz se muestra escéptica con la leyenda y se burla de los temores de Alonso.
III
Beatriz se acuesta, pero no puede conciliar un sueño tranquilo: oye ruidos, puertas que chirrían, pasos que se acercan, voces que la llaman, ve sombras aterradoras… Finalmente, vencida por la tensión del miedo, se duerme. A la mañana siguiente, al despertar, ve junto a su cama la banda azul que Alonso había ido a buscar. Y cuando los criados entran a comunicarle que han encontrado a su primo muerto en el monte, la hallan a ella también muerta, aterrorizada.
IV
Dicen que, desde entonces, en la noche de Difuntos, en el Monte de las Ánimas se ha visto a una mujer dando vueltas alrededor de la tumba de Alonso, perseguida por esqueletos de nobles y templarios.

### Espacio y personajes
La historia transcurre en el Monte de las Ánimas, situado a las afueras de Soria y a orillas del río Duero.
Otras referencias especiales que aparecen en la Leyenda son:

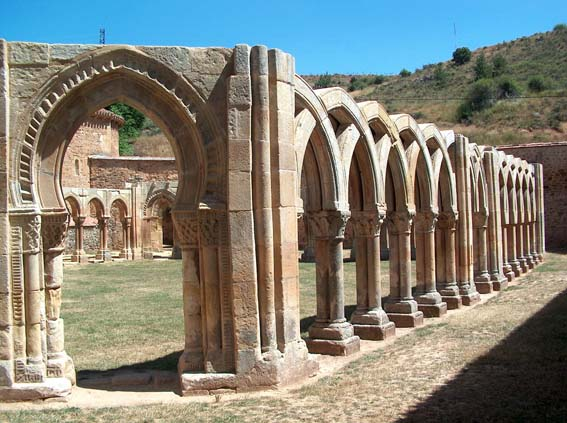
Monasterio de San Juan de Duero, Soria.

1. La ciudad de Soria. Destaca entre la referencia que de ella se hacen el reloj del Postigo. La Puerta del Postigo era una de las puertas de la muralla de Soria, todavía conservada en época del autor.
2. El convento de San Polo, situado a las afueras de Soria y del que hoy solo se conserva la iglesia. Su fundación se atribuye a la orden de los Templarios.
3. San Juan de Duero. Monasterio románico de Soria perteneciente a la Orden de Malta.
4. El Monte de las Ánimas. Situado a las afueras de Soria y a orillas del Duero. Cierta cofradía rendía los frutos de ese paraje para recaudar fondos con los que decir misas por las almas de los difuntos, de ahí el nombre del Monte.
5. El puente que da paso a la ciudad.
6. El monte Moncayo, situado en el límite entre Soria y Zaragoza.

Por su parte, los personajes son:
- Alonso: Heredero de las tierras en las que se desarrolla la historia. Es un muchacho joven e inocente. Se encuentra enamorado de la hermosa Beatriz. Muere por complacerla al ir en busca de un objeto perdido de ella.
- Beatriz: Es la prima de Alonso, hija de los condes de Borges. Es una mujer joven y hermosa con cabellera oscura, labios finos y profundos ojos azules.
- Otros personajes: Condes, sirvientes, cazadores, templarios e hidalgos.

## Temas
En la leyenda se establecen los siguientes temas:
- Hay una conexión que encaja dos temas a la vez. Bécquer recoge el tema folclórico universal con el enfrentamiento de los templarios contra los nobles señores de Soria, y añade a la obra el carácter de la mujer, la cual engaña al hombre para conseguir sus propósitos y dominarlo. Estos dos temas van constantemente relacionados durante la obra, son los que se ven con más claridad, que son la lucha y el amor.
- Aparece lo tradicional y el arte, con elementos como por ejemplo la iglesia que toca las campanadas a las doce de la noche para informar que es el día de todos los santos. En la obra también se pueden destacar toda clase de ruidos extraños, como por ejemplo: el ruido de unas pisadas que sonaban sobre la alfombra de Beatriz, el crujido de la madera; el azote de los vidrios del balcón; el agua que caía sin cesar, los ladridos de los perros, y las ráfagas del viento. Con todos estos sonidos lo que pretendía Bécquer era transmitir al lector sentimientos de miedo e inquietud.

## Relación con otras obras
El castigo eterno de la mujer desdeñosa es tema frecuente en el arte y la literatura.
Giovanni Boccaccio trató el mismo tema en el cuento titulado Historia de Nastagio o degli Onesti cuya protagonista también es perseguida por un jinete.
Botticelli pintó una serie de cuadros basándose en la historia de Boccaccio.
El director Jesús Franco se inspiró muy libremente en el cuento de Bécquer para escribir el guion de la película La mansión de los muertos vivientes (1982), con Lina Romay y Mabel Escaño.
También se puede establecer una relación con obras musicales: El arquitecto gallego Rodríguez Losada estrenó una ópera sobre dicho texto. 
En 2008, la banda española de juglar-metal Saurom, en su álbum Once romances desde al-Ándalus, publicó una canción basándose en la leyenda del Monte de las Ánimas.
El grupo de los ochenta Gabinete Caligari nombra dicho monte en su canción "Camino Soria " con las frases "Cuando divises el monte de las ánimas, no lo mires, sobreponte, y sigue el caminar" o "Becquer no era idiota",